# Патентная грамота
Патентная грамота (англ. Letters patent) — выданный монархом документ, предоставляющий кому-либо какие-либо права и привилегии.

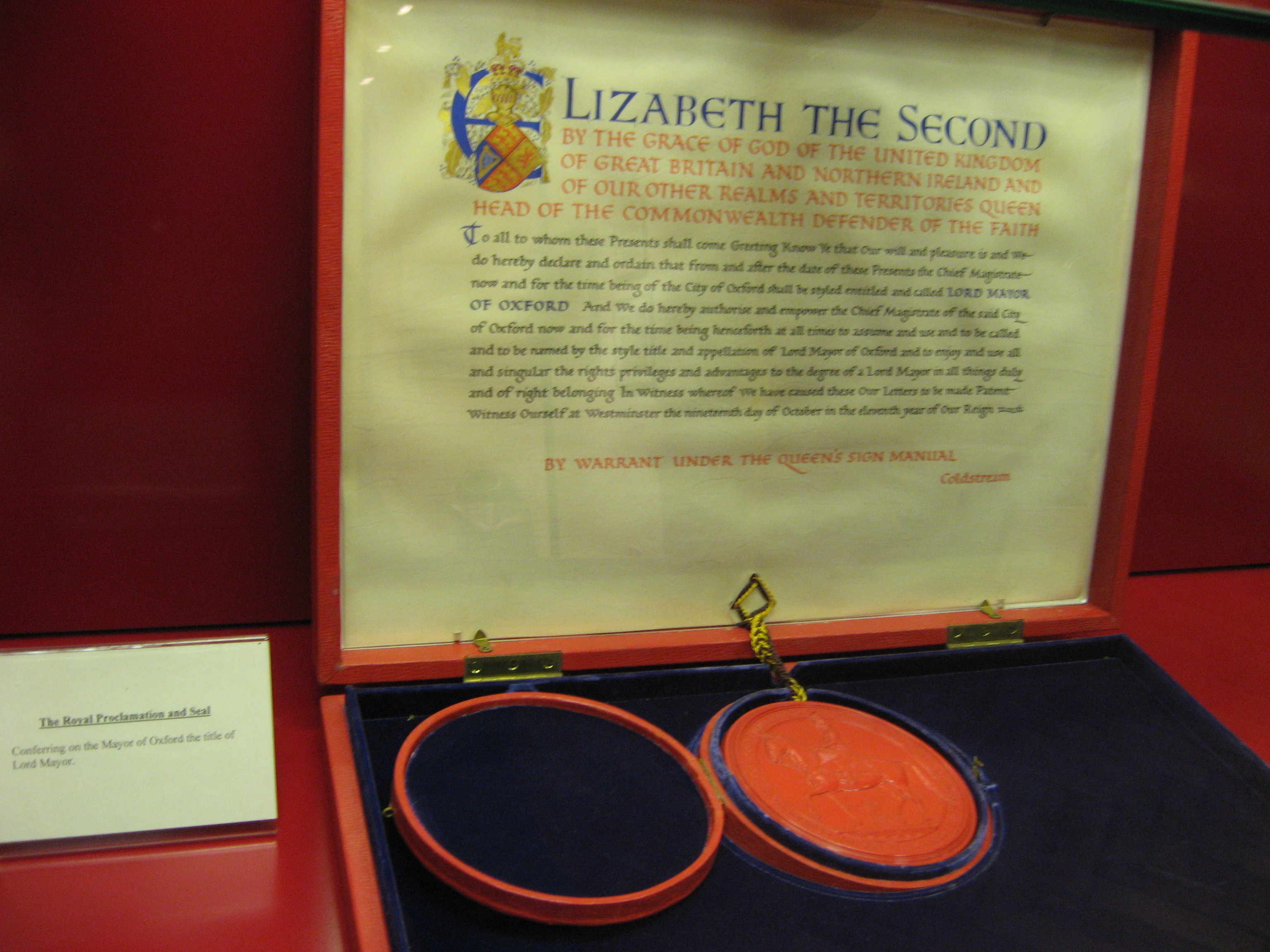
Выданная королевой Елизаветой II патентная грамота, учреждающая должность лорд-мэра Оксфорда

Этот термин происходит от латинского термина Litterae Patentes, что в переводе означает «открытая грамота». Такая грамота скреплялась Большой королевской печатью так, чтобы грамоту можно было развернуть, предъявив ее содержание, не нарушая при этом саму печать. Этим патентные грамоты отличались от другого вида грамот, которые нельзя было прочесть, не взломав печати.
В настоящее время британский монарх, пользуясь королевской прерогативой (в праве Короны), издаёт патентные грамоты для назначения на официальные должности, для учреждения каких-либо организаций, включая коммерческие и государственные корпорации, а также в некоторых других случаях. Например, в 2013 году Елизавета II издала патентную грамоту, согласно которой все дети старшего сына принца Уэльского Чарльза (отныне король Карл III), герцога Кембриджского Уильяма (отныне Уильям, принц Уэльский), наделяются титулом Королевского Высочества и должны именоваться принцами или принцессами.
Из патентных грамот, которые предоставляли права на монопольное производство и продажу определенного товара, возникли патенты на изобретения. Первоначально они выдавались по желанию монарха, при этом даже необязательно самому изобретателю, их мог получить любой по воле монарха.